# Onitis feae
Onitis feae är en skalbaggsart som beskrevs av Felsche 1907. Onitis feae ingår i släktet Onitis och familjen bladhorningar. Inga underarter finns listade i Catalogue of Life.